# Csősz Imre
Csősz Imre (Debrecen, 1969. május 31. –) olimpiai bronzérmes cselgáncsozó.
Tízéves korától versenyszerűen cselgáncsozott a DSI (Debreceni Sportiskola), 1983-tól a Debreceni Dózsa, majd 1997-től a Fun Budo SE sportolójaként. 1992-től három egymást követő nyári olimpián vett részt. Az 1992. évi nyári olimpiai játékokon, Barcelonában bronzérmet szerzett. 1995-ben ő szerezte a magyar cselgáncssport hatodik Európa-bajnoki címét. A 2000. évi olimpia után visszavonult az aktív sportolástól és Debrecen önkormányzati képviselője lett.

## Sporteredményei
- olimpiai 3. helyezett (+95 kg: 1992)
- világbajnoki 3. helyezett (abszolút: 1991)
- világbajnoki 5. helyezett (abszolút: 1995)
- Európa-bajnok (abszolút: 1995)
- Európa-bajnoki 3. helyezett (+100 kg: 1998)
- kilencszeres magyar bajnok

## Díjai, elismerései
- Hajós Alfréd-díj (2012)